# Tropidia reichenbachiana
Tropidia reichenbachiana är en orkidéart som beskrevs av Friedrich Fritz Wilhelm Ludwig Kraenzlin. Tropidia reichenbachiana ingår i släktet Tropidia och familjen orkidéer. Inga underarter finns listade i Catalogue of Life.